# Astragalus mogoltavicus
Astragalus mogoltavicus är en ärtväxtart som beskrevs av Mikhail Grigoríevič Popov. Astragalus mogoltavicus ingår i släktet vedlar, och familjen ärtväxter. Inga underarter finns listade i Catalogue of Life.